# Marie Naylor
Marie Naylor (1856 - 1940) fue una artista británica y militante sufragista. 

## Vida
Naylor nació en Londres en 1856. Estudió arte y tenía exhibido un autorretrato en la Royal Academy en 1890 que fue comentado por Illustrated London News. Estudió en París, expuso en varias exposiciones y tuvo una exposición exclusiva como mujer en la  Galeria Dosbourg en 1898 antes de regresar al Reino Unido, donde se interesó por el sufragio femenino.
En 1907 se unió a la Unión Social y Política de Mujeres (USPM), en su deseo de tomar medidas más audaces respecto a la emancipación de las mujeres. A partir de su ingresó a la USPM señalaba que "podía seguir a estas mujeres a la prisión o a la muerte". En febrero de 1908 fue una de varias sufragistas, incluidas Vera Wentworth y las hermanas Brackenbury, que fueron arrestadas por la incursión de Pantechnicon. Este truco de la USPM fue dejar a un gran grupo de mujeres en una camioneta de mudanzas (un pantechnicon) para que pudieran asaltar la Cámara de los Comunes. A raíz de esta acción directa fue sentencia a seis semanas en prisión.

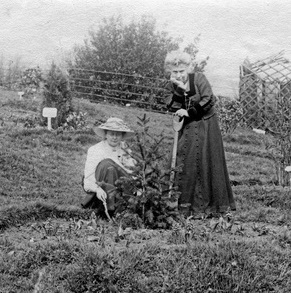
Marie Naylor plantando Abies lasiocarpa con Mary Blathwayt en 1910.

En 1909 y 1910 se quedó en la Eagle House, una casa refugio para las sufragistas, con Linley y Emily Blathwayt. El 9 de abril de 1910 se le otorgó el honor de plantar un árbol en "Annie's Arboretum". Durante el año 1911 fue nuevamente arrestada por romper los vidrios del Ministerio de Interior, hecho que describió como: "el único acto de daño intencional que había realizado", esto la llevó a ser sentenciada con diez días de prisión. 
Lamentablemente Marie Naylor murió en Richmond en 1940 después de un ataque aéreo. 

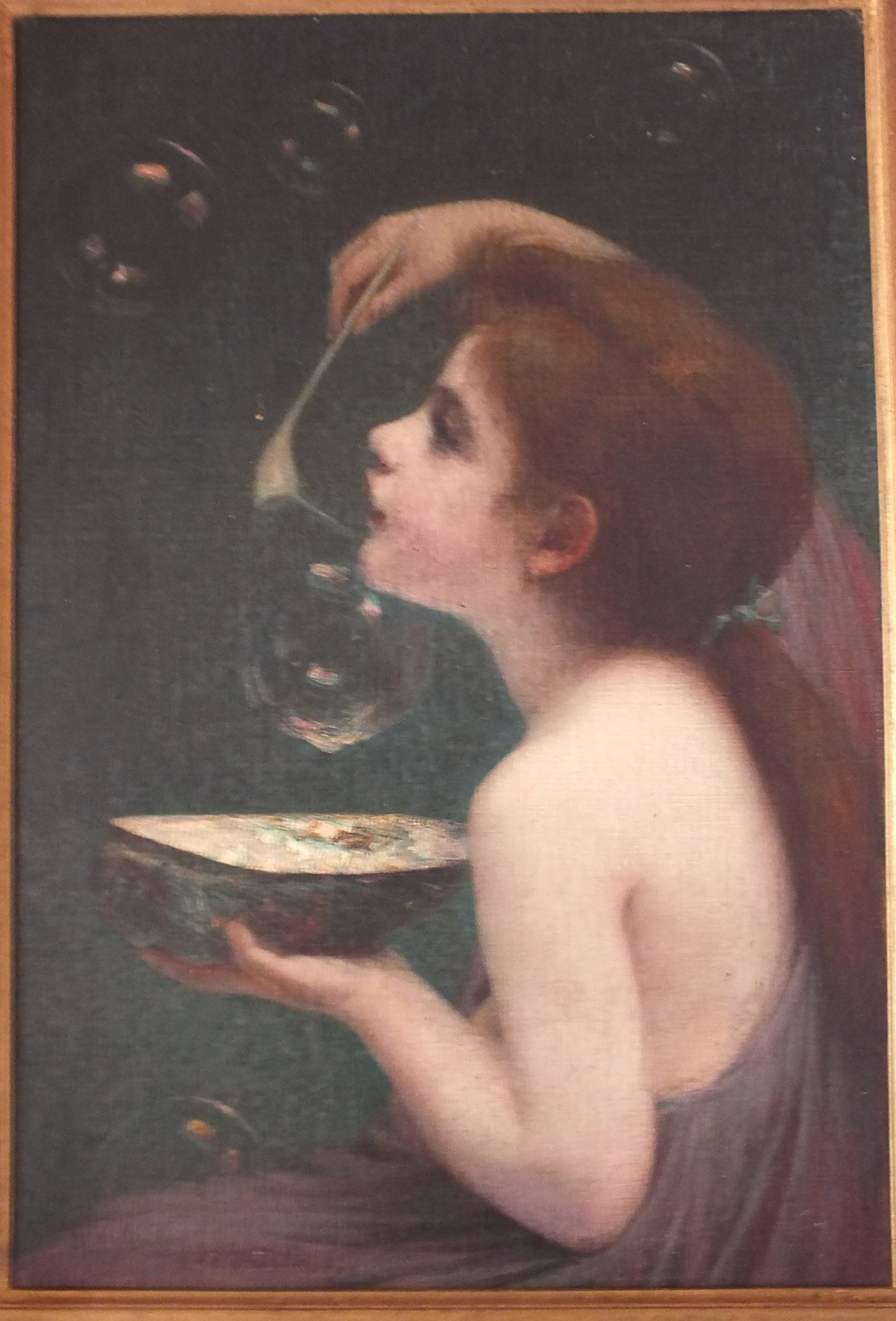
Burbujas de Marie Naylor. Pintado en París alrededor de 1890 y exhibido en una de las exposiciones de la artista en París.